# Hadnoor, Shorapur
Hadnoor là một làng thuộc tehsil Shorapur, huyện Gulbarga, bang Karnataka, Ấn Độ.